# Ruth Kvarnström-Jones
Ruth Kvarnström-Jones, född 26 april 1962 i Storbritannien, är en engelsk-svensk författare.

## Biografi
Kvarnström-Jones växte upp i Storbritannien i en liten by mellan Manchester och Liverpool. Ett intresse för Sverige väcktes tidigt på grund av scout-utbyten med Sverige samt hennes beundran för ABBA, och hon studerade och lärde sig svenska i tonåren. Hon flyttade 1984 till Sverige, 22 år gammal, när hon fått sin 4-åriga kandidatexamen i Scandinavian Studies från University College London. Hennes kandidatuppsats handlade om Stockholms utveckling 1850–1914, där hennes intresse bland annat väcktes för hotelldrottningen Wilhelmina Skogh som arbetade sig upp till VD för Grand Hotell i Stockholm.
Efter att ha arbetat som copywriter i över 30 år men odlat ett stort intresse för Stockholms historia sadlade hon om till författare. Hon deltog i forum för aspirerande författare och lärde sig om hantverket. Hon skrev sedan Halleholm-trilogin utgiven 2020–2022 som handlar om tidsperioden 1922–2011 i den fiktiva orten Halleholm som i mycket har Sigtuna som inspiration.
Hon har sedan skrivit De fenomenala fruntimren på Grand Hôtel (2023) som sålts i 230 000 exemplar och till tio länder, och därefter uppföljaren Väninnorna på Nordiska kompaniet (2024). I böckerna är det fashionabla stockholmshotellet den ena huvudpersonen, och Wilhelmina Skogh den andra.
Jones skriver på engelska men har ett tätt samarbete med översättaren Mats Foerster som översätter böckerna till svenska innan de ges ut.